# Корецептор
Корецептор — це рецептор клітинної поверхні, який зв’язує сигнальну молекулу на додаток до первинного рецептора, щоб полегшити розпізнавання ліганду та ініціювати біологічні процеси, такі як проникнення патогена в клітину-хазяїна.

## Властивості
Термін «корецептор» є відомим у літературі щодо сигнальної трансдукції, процесу, за допомогою якого зовнішні подразники регулюють внутрішнє функціонування клітини. Оптимальне функціонування клітини забепечується завдяки наявності спеціального може дієвого та ефективного механізму. Зокрема, процес, за допомогою якого міжмолекулярні реакції спрямовують і посилюють позаклітинні сигнали по всій поверхні клітини, відбуваються за двома механізмами.
По-перше, рецептори клітинної поверхні можуть безпосередньо передавати сигнали, маючи серин і треонін або просто серин в цитоплазматичному домені (ділянці білкової молекули). Рецептори також можуть передавати сигнали через молекули-адаптери свого цитоплазматичного домену, які зв’язуються з сигнальними повторювальними молекулярними послідовностями (мотивами).
По-друге, певні поверхневі рецептори без цитоплазматичного домену можуть передавати сигнали через зв’язування ліганду. При цьому утворюється комплекс з відповідним поверхневим рецептором для регулювання передачі сигналів. Ці категорії рецепторів клітинної поверхні часто називають корецепторами. Корецептори також називають допоміжними рецепторами, особливо в галузі біомедичних досліджень та імунології.
Корецептори — це білки, які мають тривимірну структуру. Великі позаклітинні домени становлять приблизно 76–100% рецептора. Мотиви, що утворюють великі позаклітинні домени, беруть участь у зв’язуванні ліганду та утворенні комплексу. Мотиви можуть включати глікозаміноглікани, повтори EGF, залишки цистеїну або домени ZP-1. Різноманітність мотивів призводить до того, що корецептори можуть взаємодіяти з двома-дев’ятьма різними лігандами, які самі також можуть взаємодіяти з низкою різних корецепторів. Більшість корецепторів не має цитоплазматичного домену і мають тенденцію бути глікозилфосфатидилінозитол (GPI)-пов'язаними, хоча було ідентифіковано кілька рецепторів, які містять короткі цитоплазматичні домени, які не мають внутрішньої кіназної активності.

## Локалізація та функція
Залежно від типу ліганду, з яким зв’язується корецептор, його розташування та функція можуть змінюватися. Різні ліганди включають інтерлейкіни, нейротрофічні фактори, фактори росту фібробластів, трансформуючі фактори росту, фактори росту ендотелію судин та епідермальні фактори росту. Корецептори, особливо в ембріональній тканині, відіграють істотну роль у формуванні градієнта  морфогену або диференціації тканин. Корецептори, локалізовані в ендотеліальних клітинах, функціонують для посилення проліферації та міграції клітин. Завдяки такій різноманітності щодо розташування корецептори можуть брати участь у багатьох різних клітинних активностях. Корецептори були ідентифіковані як учасники клітинних сигнальних каскадів, ембріонального розвитку, регуляції адгезії клітин, формування градієнта, проліферації та міграції тканин.

## Деякі класичні приклади

### Сімейство CD
Сімейство корецепторів CD – це добре вивчена група позаклітинних рецепторів, що знаходяться в імунологічних клітинах. Сімейство рецепторів CD зазвичай діє як корецептори, що проілюстровано класичним прикладом дії CD4 як корецептора до рецептора Т-клітин (TCR) для зв’язування головного комплексу гістосумісності класу II (MHC-II). Це зв’язування особливо добре вивчене в Т-клітинах, де воно служить для їх активації Т-клітин, які перебувають у фазі спокою (або спокою), і для того, щоб активні циклічні Т-клітини зазнали запрограмованої загибелі клітин. Boeme та ін. продемонстрували цей цікавий подвійний результат, блокуючи зв’язування CD4 з MHC-II, що запобігало апоптозу, який зазвичай виникає в активних Т-клітинах. Рецептор CD4 складається з чотирьох конкатамеризованих Ig-подібних доменів і прикріплюється до клітинної мембрани за допомогою одного трансмембранного домену. Рецептори сімейства CD, як правило, є мономерами або димерами, хоча всі вони переважно є позаклітинними білками. Рецептор CD4, зокрема, взаємодіє з мишачим MHC-II за моделлю «куля на паличці», де кулька Phe-43 вписується в збережені гідрофобні залишки α2 і β2 доменів. Під час зв’язування з MHC-II CD4 зберігає незалежну структуру і не утворює жодних зв’язків з рецептором TCR.
Члени сімейства корецепторів CD мають широкий спектр функцій. Крім того, що рецептор CD4 бере участь у формуванні комплексу з MHC-II з TCR, щоб контролювати долю Т-клітин, рецептор CD4, як відомо, є основним рецептором, з яким зв’язується глікопротеїн оболонки ВІЛ GP120. Для порівняння, CD28 діє як «кокорецептор» (костимуляторний рецептор) для зв’язування MHC-II з TCR і CD4. CD28 збільшує секрецію IL-2 з Т-клітин, якщо він бере участь у початковій активації; однак блокада CD28 не впливає на запрограмовану загибель клітин після того, як Т-клітина була активована.

### Сімейство рецепторів CCR
Сімейство рецепторів CCR – це група рецепторів, пов’язаних з g-білком (GPCR), які зазвичай працюють як хемокінові рецептори. В основному вони знаходяться на імунологічних клітинах, особливо на Т-клітинах. CCR-рецептори також експресуються на нейронних клітинах, таких як дендрити та мікроглія. Мабуть, найвідомішим і добре вивченим із сімейства CCR є CCR5 (і його майже гомолог CXCR4 ), який діє як основний корецептор для інфекції ВІЛ. Глікопротеїн оболонки ВІЛ GP120 зв’язується з CD4 як основним рецептором, CCR5 потім утворює комплекс з CD4 і ВІЛ, що дозволяє вірусу проникнути в клітину. CCR5 не є єдиним членом сімейства CCR, який допускає ВІЛ-інфекцію. Через спільність структур, що зустрічаються в сімействі, CCR2b, CCR3 і CCR8 можуть використовуватися деякими штамами ВІЛ як корецептори для полегшення інфекції. CXCR4 за структурою дуже схожий на CCR5. Хоча лише деякі штами ВІЛ можуть використовувати CCR2b, CCR3 і CCR8, всі штами ВІЛ можуть інфікувати через CCR5 і CXCR4.
Відомо, що CCR5 має спорідненість до запального білка макрофагів (MIP) і, як вважають, відіграє роль у запальних імунологічних реакціях. Основна роль цього рецептора менш зрозуміла, ніж його роль у ВІЛ-інфекції, оскільки реакції на запалення залишаються погано зрозумілим аспектом імунної системи. Спорідненість CCR5 до MIP робить його дуже цікавим для практичних застосувань, таких як тканинна інженерія, де робляться спроби контролювати запальні та імунологічні реакції організму-господаря на рівні клітинної сигналізації. Спорідненість до MIP була використана in vitro для запобігання ВІЛ-інфекції через конкуренцію лігандів; однак, ці інгібітори проникнення зазнали невдачі in vivo через високо адаптивний характер ВІЛ та занепокоєння щодо токсичності.

## Клінічне значення
Через їх важливість у передачі сигналів і регуляції клітинами корецептори залучені до ряду захворювань і розладів. Миші з нокаутом корецепторів часто не здатні розвиватися, і такі нокаути зазвичай призводять до ембріональної або перинатальної летальності. Зокрема, в імунології термін «корецептор» часто описує вторинний рецептор, який використовується патогеном для отримання доступу до клітини, або рецептор, який працює разом з рецепторами Т-клітин, такими як CD4, CD8 або CD28, щоб зв’язувати антигени або регулювати певним чином активність Т-клітин.

### Спадкові корецепторні аутосомні захворювання
Багато розладів, пов’язаних з корецепторами, виникають через мутації в гені, що кодує рецептор. LRP5 (білок 5, пов’язаний з рецептором ліпопротеїнів низької щільності) діє як корецептор для сімейства глікопротеїнів Wnt, які регулюють кісткову масу. Порушення роботи цього корецептора призводять до зниження щільності та міцності кісток, що сприяє остеопорозу.
Втрата функціональних мутацій в LRP5 була пов’язана з синдромом остеопорозу-псевдогліоми, сімейною ексудативною вітроретинопатією, а специфічна безсенсова мутація в першій β-пропелерній ділянці LRP5 може призвести до аномально високої щільності кістки або остеопетрозу. Мутації в LRP1 також були виявлені у випадках сімейної хвороби Альцгеймера 
Втрата функціональних мутацій у корецепторі Cryptic може призвести до випадкового розташування органів через дефекти розвитку у орієнтації ліво-праворуч.
Вважається, що гігантизм у деяких випадках викликаний втратою функції корецептора Glypican 3.

### Рак
Молекула адгезії клітин карциноембріонального антигену-1 (Caecam1) є імуноглобуліноподібним корецептором, який сприяє адгезії клітин в епітеліальних, ендотеліальних і гемопоетичних клітинах і відіграє життєво важливу роль під час васкуляризації та ангіогенезу шляхом зв’язування фактора росту судин (VEGliF).
Ангіогенез важливий для ембріонального розвитку, але це також фундаментальний процес росту пухлини. Видалення гена у мишей Caecam1-/- призводить до зменшення аномальної васкуляризації, що спостерігається при раку, і зниження вироблення оксиду азоту, що свідчить про терапевтичну можливість шляхом дії на цей ген. Сімейство корецепторів    нейропіліну опосередковує зв’язування VEGF у поєднанні з сигнальними рецепторами VEGFR1/VEGFR2 та плексину, а отже, також відіграє роль у розвитку судинної пухлини.
CD109 діє як негативний регулятор рецептора β фактора росту пухлини (TGF-β). Після зв’язування TGF-β рецептор інтерналізується шляхом ендоцитозу через дію CD109, що знижує передачу сигналу в клітину. У цьому випадку корецептор функціонує в критичному регуляторному режимі, щоб зменшити сигнали, які інструктують клітину рости та мігрувати – ознаки раку. У поєднанні, сімейство корецепторів LRP також опосередковує зв’язування TGF-β з різними мембранними рецепторами.
Інтерлейкіни 1, 2 і 5 залежать від корецепторів інтерлейкіну для зв’язування з первинними рецепторами інтерлейкіну.
Синдекани 1 і 4 були причетні до різних типів раку, включаючи рак шийки матки, молочної залози, легенів і товстої кишки, а аномальні рівні експресії були пов’язані з поганим прогнозом.

### ВІЛ
Щоб інфікувати клітину, глікопротеїн оболонки GP120 вірусу ВІЛ взаємодіє з CD4 (діючим як первинний рецептор) і корецептором: CCR5 або CXCR4 . Це зв’язування призводить до злиття мембрани та подальшої внутрішньоклітинної передачі сигналів, що сприяє інвазії вірусу. Приблизно в половині всіх випадків ВІЛ віруси, які використовують корецептор CCR5, мабуть, сприяють негайному зараженню та передачі, тоді як ті, що використовують рецептор CXCR4, з’являються лише пізніше на імуносупресивній стадії хвороби. Вірус часто переходить від використання CCR5 до CXCR4 під час перебігу інфекції, що служить індикатором прогресування захворювання. Останні дані свідчать про те, що деякі форми ВІЛ також використовують великий рецептор інтегрину a4b7 для підвищення ефективності зв’язування в тканинах слизової оболонки.

### Гепатит С
Вірусу гепатиту С для зараження потрібен корецептор CD81. Дослідження показують, що білок щільного з'єднання Claudin-1 (CLDN1) також може відігравати роль у проникненні цього вірусу. Аномалії сімейства Клаудін також поширені при гепатоцелюлярній карциномі, яка може бути й результатом зараження вірусу папіломи людини.

### Блокада корецепторів як лікування аутоімунітету
Існує можливість заблокувати корецептори CD4, використовуючи антитіла, щоб знизити активацію Т-клітин і протидіяти аутоімунним розладам. Ця блокада, здається, викликає «домінуючий» ефект, тобто після блокування Т-клітини не відновлюють свою здатність активуватись. Потім цей ефект поширюється на нативні Т-клітини, які потім переходять на Т-регуляторний фенотип CD4+CD25+GITR+FoxP3+.

## Сучасні напрямки досліджень
Наразі двома найпомітнішими напрямками дослідження корецепторів є дослідження щодо ВІЛ та раку. Дослідження щодо ВІЛ зосереджені на адаптації штамів ВІЛ до різноманітних корецепторів-господарів. Дослідження раку в основному зосереджені на посиленні імунної відповіді на пухлинні клітини, а деякі дослідження також включають вивчення рецепторів, які експресуються самими раковими клітинами.

### ВІЛ
Більшість досліджень ролі корецепторів у ВІЛ-інфекції зосереджені на корецепторі CCR5. Більшість штамів ВІЛ використовують рецептор CCR5  Штами ВІЛ-2 також можуть використовувати рецептор CXCR4  хоча рецептор CCR5 є переважною мішенню. Як CCR5, так і CXCR4 корецептори є семи трансмембранними (7TM) рецепторами, пов’язаними з білком G. Різні штами ВІЛ діють на різні корецептори, хоча вірус може переключатися на використання інших корецепторів. Наприклад, рецептори R5X4 можуть стати домінантною мішенню корецепторів ВІЛ у основних штамів. ВІЛ-1 і ВІЛ-2 можуть використовувати корецептор CCR8. Перехрещування мішеней корецепторів для різних штамів і здатність штамів переключатися зі свого домінантного корецептора може перешкоджати клінічному лікуванню ВІЛ. Таке лікування, як mAb WR321, може інгібувати деякі штами CCR5 ВІЛ-1, запобігаючи зараженню клітин. mAb викликає вивільнення b-хемокінів, що інгібують ВІЛ-1, запобігаючи інфікуванню інших клітин.

### Рак
Дослідження ролі корецепторів при злоякісних пухлинах включає дослідження корецепторів, що активуються фактором росту, таких як корецептори трансформуючого фактора росту (TGF-β). Експресія корецепторного ендогліну, який експресується на поверхні пухлинних клітин, корелює з пластичністю клітини та розвитком пухлин. Іншим корецептором TGF-β є CD8. Хоча точний механізм досі невідомий, було показано, що корецептори CD8 посилюють активацію Т-клітин і опосередковану TGF-β імунну супресію. Було показано, що TGF-β впливає на пластичність клітин через інтегрин і кіназу фокальної адгезії. Корецептори пухлинних клітин та їх взаємодія з Т-клітинами є важливими аспектами імунотерапії пухлин. Нещодавні дослідження корецепторів для p75, таких як корецептор сортіліну, показали, що сортилін пов’язаний з нейротрофінами, типом фактора росту нервів. Було виявлено, що рецептор р75 і корецептори впливають на агресивність пухлин, зокрема через здатність нейротрофінів рятувати клітини від певних форм клітинної загибелі. Сортилін, корецептор р75, був знайдений у природних кілерах, але з низьким рівнем нейротрофінового рецептора. Вважається, що корецептор сортіліну працює з гомологом нейротрофіну, який також може спричинити зміну нейротрофіну імунної відповіді.

## Дивись також
- Сигнальна трансдукція